# La danza de la realidad
Pour plus de détails, voir Fiche technique et Distribution.
La danza de la realidad est un film franco-chilien réalisé par Alejandro Jodorowsky, sorti en 2013. 
Le film fait partie de la sélection de la Quinzaine des réalisateurs au Festival de Cannes 2013.
Ce film a eu une suite, Poesía sin fin, sortie en 2016.

## Synopsis
Exercice d’autobiographie imaginaire, Alejandro Jodorowsky nous raconte son enfance dans la petite ville de Tocopilla. Confronté à une éducation très dure et violente, au sein d’une famille juive déracinée, il réinvente sa famille et notamment le parcours de son père Jaime jusqu’à la rédemption, réconciliation d’un homme et de son enfance.

## Fiche technique
- Titre original : La danza de la realidad (littéralement « La danse de la réalité »)
- Réalisation : Alejandro Jodorowsky
- Scénario : Alejandro Jodorowsky
- Production : Alejandro Jodorowsky, Michel Seydoux et Moises Cosio
- Musique : Adan Jodorowsky
- Pays d'origine :  Chili,  France
- Langue originale : espagnol
- Format : couleur - 35 mm - 1,85:1
- Genre : biographique
- Durée : 130 minutes
- Dates de sortie :
  - France : 18 mai 2013 (Festival de Cannes) ; 4 septembre 2013 (sortie nationale)
  - Chili : 19 juin 2014

## Distribution
- Brontis Jodorowsky : Jaime Jodorowsky, le père d'Alejandro Jodorowsky
- Pamela Flores : Sara, la mère d'Alejandro Jodorowsky
- Jeremias Herskovits : Alejandro Jodorowsky enfant
- Cristobal Jodorowsky : Théosophe
- Adan Jodorowsky : l'anarchiste

## Production
Le tournage a eu lieu au Chili.